# Makedonie (království)
Makedonie (řecky Μακεδονία, Makedonía) bylo starověké řecké království ležící na severu moderního Řecka. Poté, co si Alexandr Makedonský podrobil Perskou říši a započala epocha helénismu v řeckých dějinách, představovala Makedonie po určitou dobu nejmocnější stát starověkého světa. Pro toto období se někdy užívá termínu makedonská říše. Starověké Makedonské království (řecky Μακεδονικό Βασίλειο) původně sousedilo s královstvím Épeiros na západě a menšími státními útvary Ilýrie, zatímco na východě hraničilo s ještě více nejednotnou Thrákií. Za vlády Filipa II. si Makedonie podmanila řecké obce a stala se mocností starověkého Řecka. Pod Alexandrovým vedením se říše rozrostla až k hranicím Indie.

## Historie

### Prehistorie a mytologie
Území starověké Makedonie bylo osídleno již v období eneolitu. Podle řeckých pramenů vstoupili Makedonci do této země společně s Dóry někdy kolem roku 1200 př. n. l. Někteří historikové označují Makedonce za potomky několika různých národů – Frygů, Thráků a Ilyrů.
Teorie makedonské spřízněnosti s Řeky nachází svou oporu taktéž v mytologii. Ve výčtu řeckých kmenů a trójských spojenců v Homérově Iliadě nejsou Makedonci vůbec zmiňováni. Nejstarší doklad o nich byl nalezen v Hésiodově Seznamu žen, kde se uvádí, že Deukaliónova dcera Thyia porodila Diovi dva chlapce, Magnéta a Makedona, kteří se usadili na území rozkládajícím se kolem Olympu a na sever odsud. Jelikož za Deukaliónova syna bývá pokládán praotec Řeků Hellén, jsou Makedonci podle této mytologické konstrukce blízkými příbuznými Řeků.

### Zrod království
První státní útvar, jemuž vládli králové z dynastie Argeovců, vytvořili Makedonci někdy na přelomu 8. a 7. století př. n. l. Prvním prokázaným panovníkem byl Perdikkás I. (ačkoliv jsou rovněž uváděna jména dřívějších, pololegendárních vládců), který si vybudoval své sídlo Aigy nedaleko dnešního severořeckého města Veria.
Makedonie zůstávala po mnoho staletí na periferii řeckého světa. V horských regionech země se lidé, živící se pastevectvím skotu, přidržovali ještě v poměrně pozdních dobách nomádského způsobu života. Klasického vzdělání se dostávalo přinejlepším úzkému okruhu vládnoucích vrstev. Z archaického období se tudíž dochovalo jen velmi málo psaných dokumentů, s výjimkou soukromých textů, zatímco v ostatním Řecku představovala znalost písma nástroj fungování městských států (poleis).
Teprve koncem 6. století př. n. l. se společenské a ekonomické poměry změnily v důsledku vzniku stálých sídel a intenzivního rozvoje hospodářských a kulturních styků s Helény, což přispělo k rozšíření používání písma, především kvůli diplomatickým účelům. Již před začátkem 4. století př. n. l. vzrůstaly helenizační tendence podporované samotnými králi, třebaže mnozí význační Helénové pokládali Makedonce za hrubý, neotesaný a barbarský národ.
Místní jazyk (starověká makedonština) zřejmě náležel ke skupině severozápadních řeckých dialektů. Pozdější rozmach kultury a vzdělání vedl patrně v druhé polovině 4. století př. n. l. k postupnému nahrazení makedonského jazyka, takřka nepoužívaného v písemném styku, klasickou attičtinou. V důsledku toho makedonština (s výjimkou osobních jmen) pravděpodobně už někdy na počátku našeho letopočtu zcela vymizela.

### Perská nadvláda

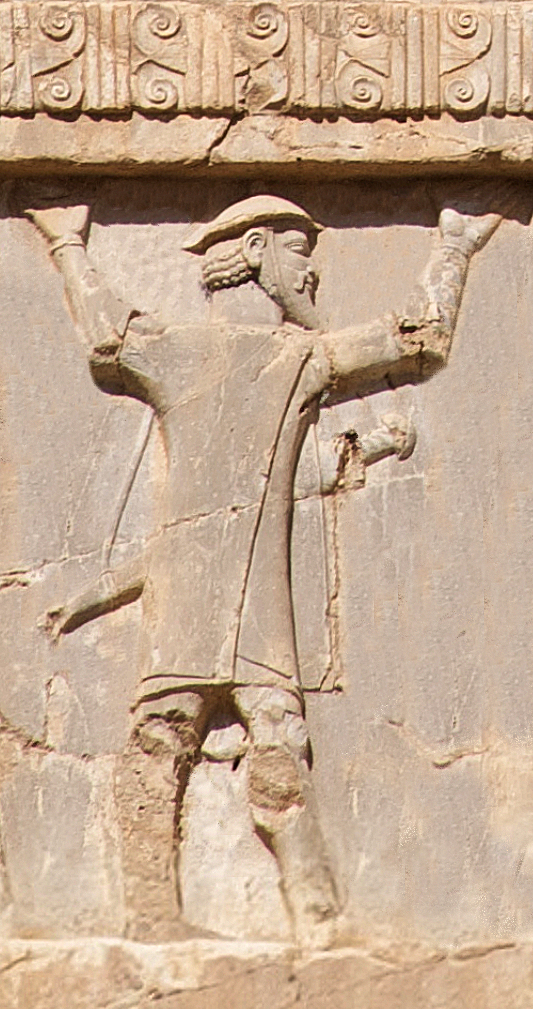
Tzv. Ión na Xerxově náhrobku je zřejmě Makedonec ve službách Persie

Počáteční dějiny Makedonie se vyznačovaly neustálými boji s Ilyry a Thráky. Zřejmě od roku 512 př. n. l., kdy vojevůdce Dareios I. Megabazos, obdržel tribut od krále Amynta I. (547–498 př. n. l.), se Makedonie nacházela v dočasném područí Peršanů. V achaimenovských královských nápisech z oné doby je Makedonie zmiňována jako jedna ze zemí poddaných perské říši.

### Makedonie v klasické době
Po krátkém období perské nadvlády získala Makedonie opět nezávislost za Alexandra I. (498–454 př. n. l.), za něhož bylo dovršeno konstituování jádra království v oblasti Dolní Makedonie (území zhruba mezi řekami Haliakmon a Strýmón). Díky organizačním a administrativním schopnostem tohoto prvního velkého vládce, který poskytl Řekům informace o síle perských vojsk, čímž přispěl k Mardoniově porážce v bitvě u Platají, Makedonci rozšířili svůj vliv do okolních oblastí Elymiotis, Orestis a Lynkestis v Horní Makedonii. Tato drobná, nezávislá knížectví na západě a severu země byla poprvé sjednocena a podrobena ústřední autoritě a uznala tak suverenitu králů z argeovské dynastie. Souběžně s územním růstem nastal také ekonomický rozmach v důsledku těžby stříbra. Nadšenému helénofilovi Alexandrovi I. bylo rovněž jako prvnímu makedonskému králi dovoleno zúčastnit se soutěží na olympijských hrách a tím byl fakticky uznán za rovna Helénům.

Makedonie (oranžová) v době peloponéské války

Perdikkás II., syn Alexandra I., který panoval více než 40 let (454–413 př. n. l.), musel čelit dynastickým svárům, ale především mnoha mocným zahraničním nepřátelům. Trvalé nebezpečí pro Makedonii tehdy představovaly jednak neklidné thrácké kmeny, jednak odbojné šlechtické rody Horní Makedonie. Současně se ale Perdikkás musel vyrovnávat s chaosem, do nějž celé starověké Řecko uvrhla peloponéská válka na konci 5. století př. n. l. Athénské a spartské armády několikrát pronikly do srdce Makedonie. Perdikkás se přitom osvědčil jako schopný a úskočný diplomat, obratně lavírující mezi oběma válčícími stranami pružným měněním aliancí. Touto obojakou politikou se mu podařilo v oněch nejistých dobách zachovat územní integritu království.
Zajištění Makedonie před vnějšími zásahy a její vnitřní konsolidaci dovršil Perdikkův nástupce, Archeláos (413–399 př. n. l.), který byl podle antických autorů i moderních historiků velice prozíravý a inteligentní vládce, jehož panování se vyznačovalo rozsáhlými reformami ve státní administrativě, armádě a obchodu. Byla zásadně reorganizována obrana země, dále byly posíleny čilé kulturní kontakty s Řeckem a položeny základy silniční sítě. Krále bavila v jeho královském paláci ve městě Pella, kam přesunul sídlo vlády z Aig, řada básníků a herců, včetně velkého Eurípida. Makedonie se stala za Archeláa domovem mnoha výjimečných umělců a malířů, v této souvislosti je taktéž zmiňováno jméno Zeuxida. Ve městech Dión a v makedonské Olympii byly pořádány náboženské slavnosti a atletické závody na počet Dia. V době Archeláova zavraždění, v roce 399 př. n. l., tak Makedonie představovala jeden z nejmocnějších řeckých států.

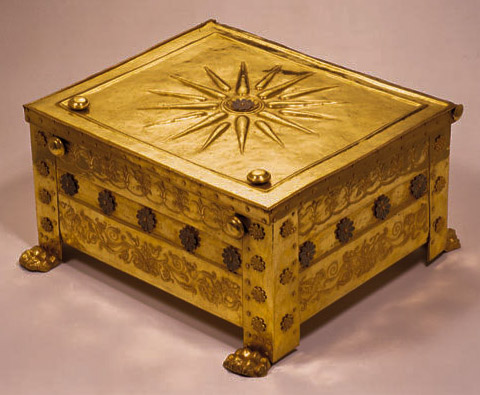
Slunce z Verginy, symbol Filipa II.

V následujících čtyřiceti letech se však země zmítala ve víru zmatků a konfliktů, přičemž se stala předmětem sporů mezi mnoha krátkodobě vládnoucími králi. Království bylo pustošeno vpády Ilyrů, útoky Řeků z obcí na poloostrově Chalkidiké a po určitý čas bylo dokonce poplatné Athéňanům. Přesto za vlády krále Amynta III. (kolem 393–370 př. n. l.) zřejmě došlo k trvalému sjednocení země, nicméně příkrý rozdíl mezi relativně bohatými nížinnými oblastmi, oplývajícími městy budovanými podle řeckého vzoru, a divokými horskými kraji nadále přetrvával. Amyntás měl tři syny. První dva, Alexandr II. a Perdikkás III., vládli jen krátce. Slibný počátek vlády druhého jmenovaného byl ukončen invazí Ilyrů, při níž Perdikkás III. přišel o život. Skutečný rozmach Makedonie proto nastal až za vlády Amyntova třetího syna, Filipa II.

### Vzestup za Filipa II.

Makedonské království v roce 336 př. n. l.

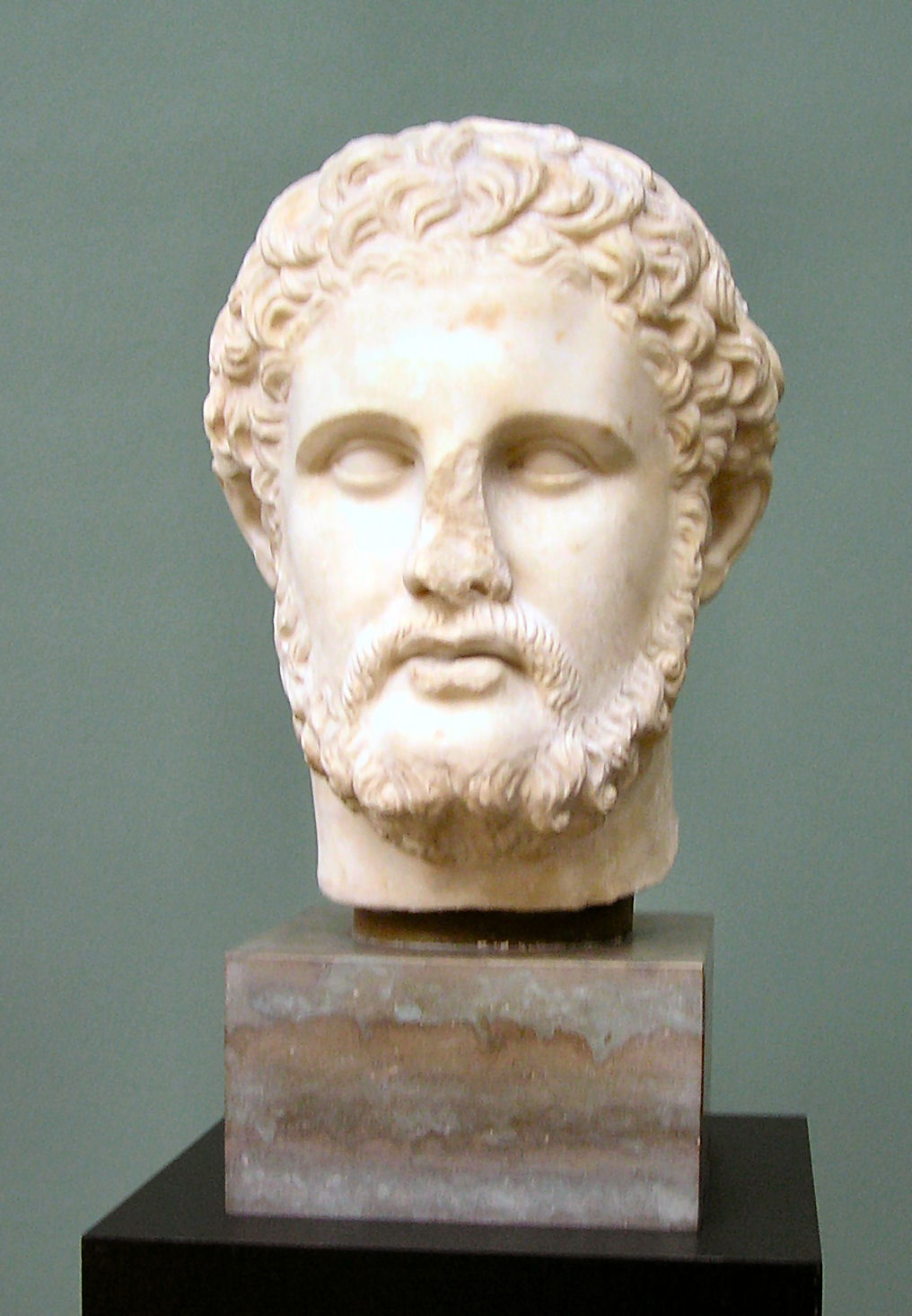
Filip II.

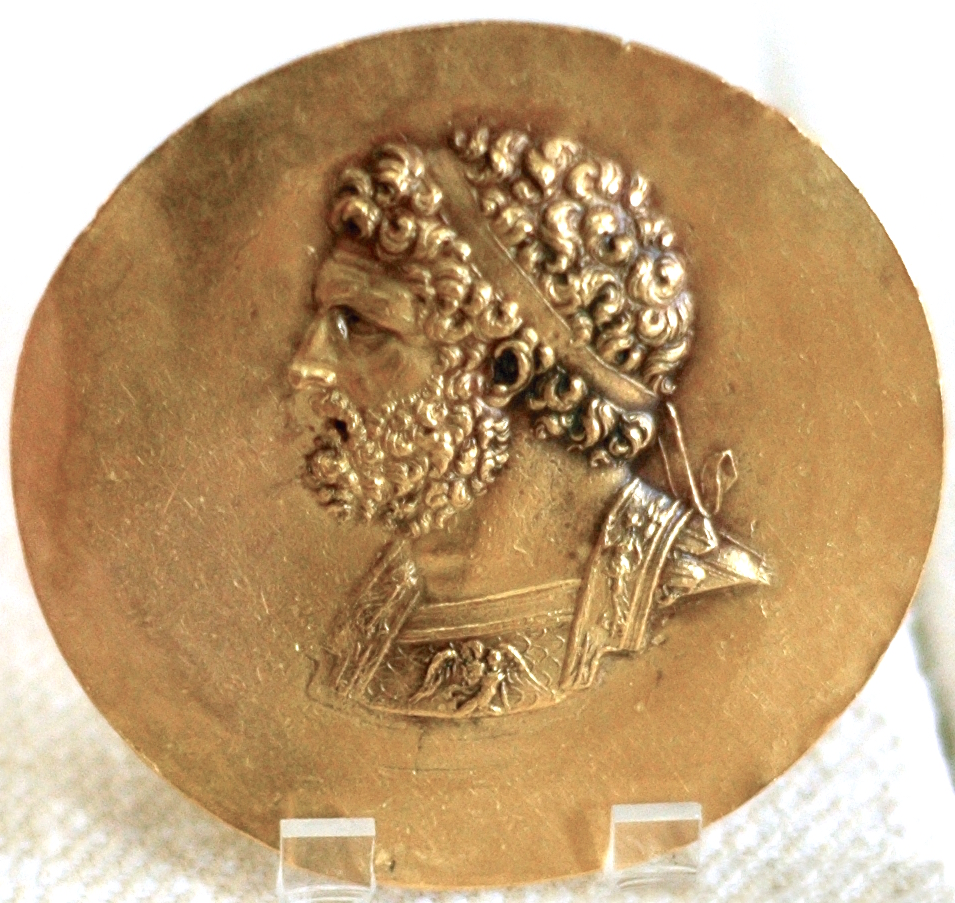
Filip II. na medailonu

Strategický génius a diplomatické schopnosti Filipa II. (359–336 př. n. l.) přispěly rozhodujícím způsobem k proměně Makedonie z bezvýznamného a okrajového státu v největší mocnost starověkého Řecka a připravily tak prostor pro expanzi Makedonie na východ za vlády jeho syna Alexandra. Filip reorganizoval makedonskou armádu v pružné a úžasně efektivní vojenské těleso.
Díky athénské zaneprázdněnosti válkou se spojenci Filip rychle dobyl řecká města na pobřeží a otevřel tak Makedonii přístup k moři. Současně zpacifikoval barbarské Ilyry a Thráky. V dalších letech rozšířil svůj vliv obratnou kombinací diplomacie a vojenské síly do Thesálie. Makedonská převaha nad všemi řeckými poleis pak byla stvrzena vítězstvím nad spojenými silami Helénů v bitvě u Chairóneie v roce 338 př. n. l. Nato byl Filip ustaven hegemonem korintského spolku, jenž sdružoval všechny řecké obce a který si vytkl za cíl válku proti Persii. Jeho neočekávaná násilná smrt o dva roky později už nemohla změnit nic na faktu, že Makedonie se ujala vůdčí role v Řecku.

### Říše Alexandra Velikého

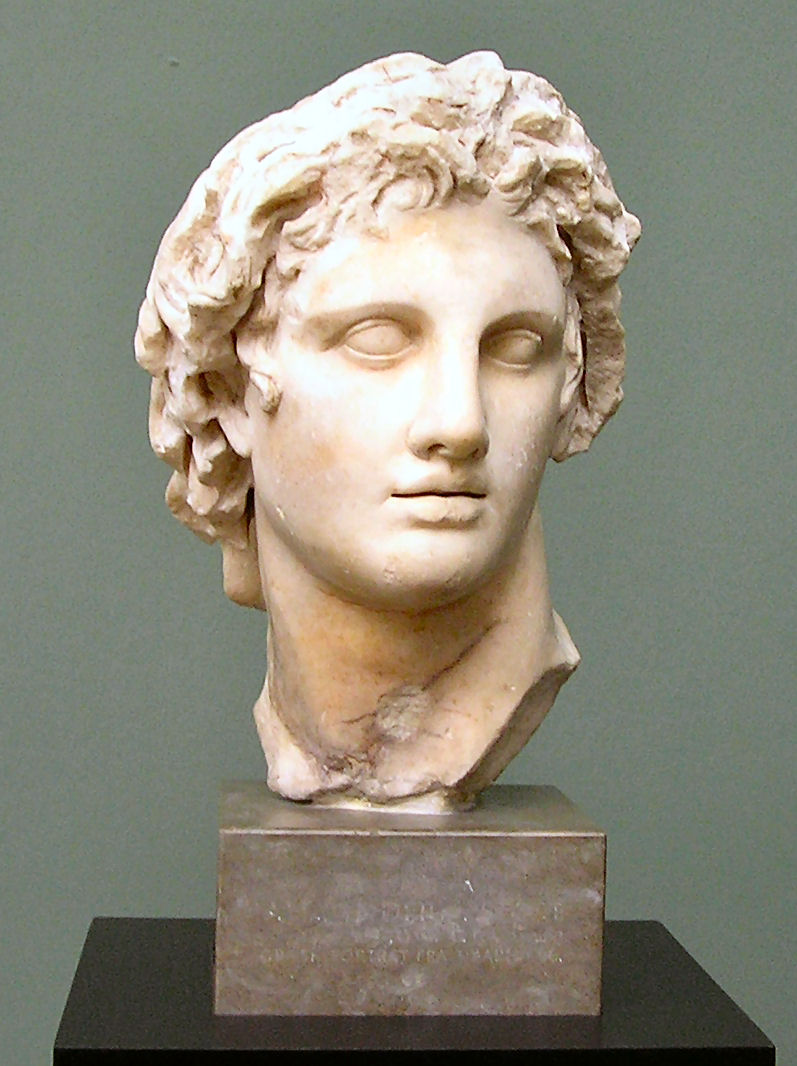
Busta Alexandra Velikého v Glyptotéce v Kodani

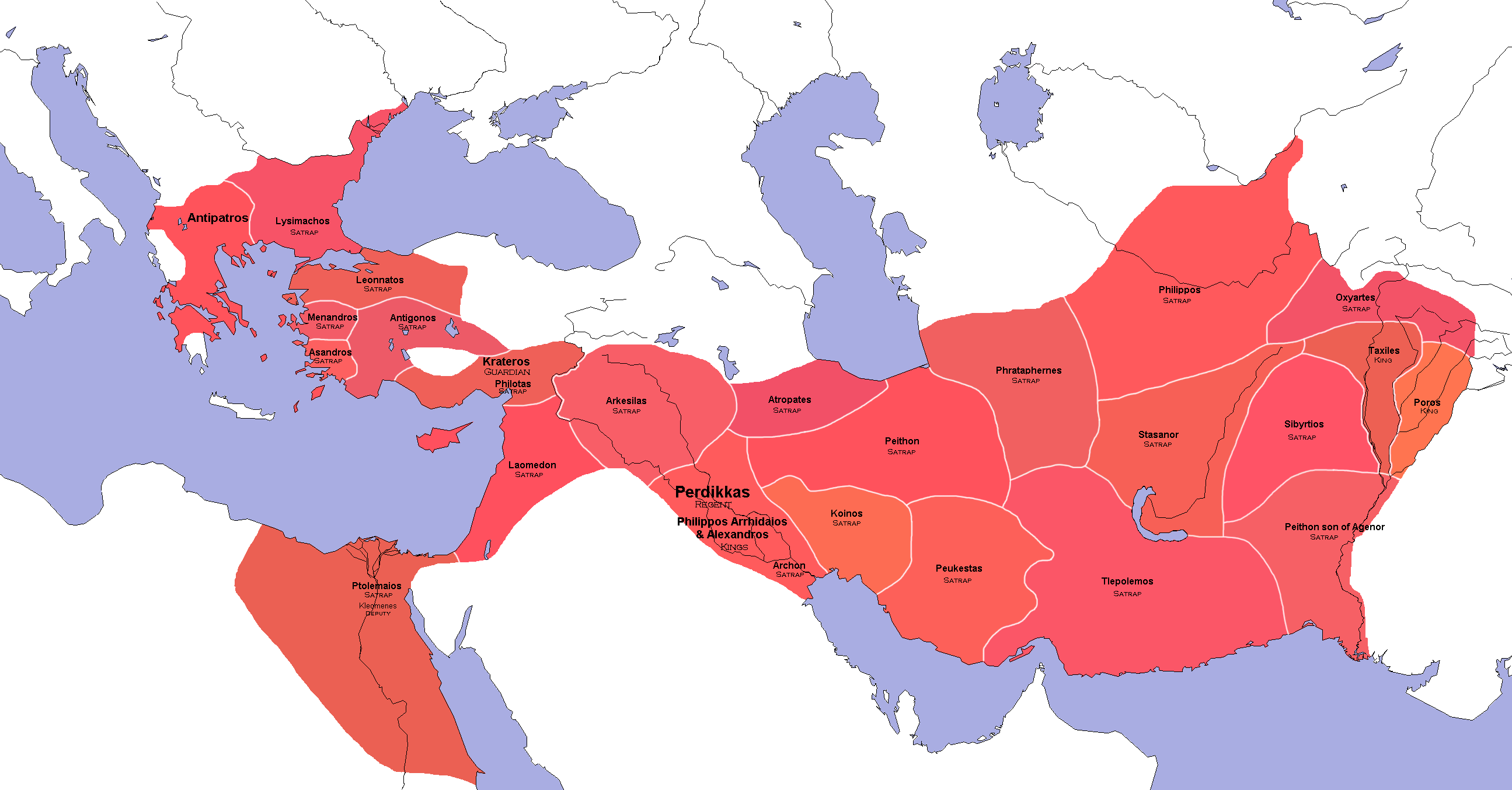
Alexandrova říše rozdělená mezi satrapy

Za Filipova syna Alexandra Velikého (356–323 př. n. l.) dosáhla Makedonie vrcholu své moci a svého největšího územního rozsahu. Pod záminkou odvetného tažení za perský vpád do Řecka před 170 lety se Alexandr vypravil v čele spojeného makedonského a řeckého vojska do Asie. Zde dosáhl nad Peršany, jímž vládl Dareios III., tří drtivých vítězství: v bitvách u Gráníku (334 př. n. l.), u Issu (333 př. n. l.) a u Gaugamél (331 př. n. l.). Přitom si podmanil Malou Asii, Sýrii, Egypt, Babylónii, Írán a hranice své říše posunul až do střední Asie a za řeku Indus. Tímto unikátním vojenským tažením vstoupil Alexandr do dějin jako jeden z největších vojevůdců. Zároveň tím započala nová historická etapa řeckých a vůbec světových dějin – helénismus. Řecká kultura pronikla díky Alexandrovým výbojům do nejzazších koutů tehdy známého světa. 
Po Alexandrově smrti v Babylóně v roce 323 př. n. l. vypukly mezi jednotlivými makedonskými vojevůdci – diadochy – několik desetiletí trvající války. Diadochové si rozdělili Alexandrovu říši a na jejich troskách založili vlastní království, z nichž největší byly seleukovská a ptolemaiovská říše.

### Makedonie za Antipatrovců
Po dobu Alexandrovy nepřítomnosti spravoval záležitosti v Makedonii a v Řecku regent Antipatros, který jen s vypětím sil porazil v roce 322 př. n. l. povstalé Helény v lamijské válce. Po Antipatrovi se moci v Makedonii domohl jeho syn Kassandros (317–297 př. n. l.), který odstranil poslední členy Alexandrovy rodiny a ukončil tak panování argeovské dynastie. Kassandros se projevil jako schopný, třebaže výjimečně krutý král, jenž zajistil Makedonii relativní stabilitu. Jeho potomci si však nedokázali udržet kontrolu nad Makedonií, kterou v roce 294 př. n. l. ovládl Kassandrův úhlavní nepřítel Démétrios I. Poliorkétés z dynastie Antigonovců. Kvůli všeobecné nespokojenosti s jeho despotickými způsoby a v souvislosti s vpádem Pyrrha a Lýsimacha, byl Démétrios již po šesti letech nucen zemi opustit. V dalších chaotických letech se v Makedonii vystřídalo několik vládců. Poslední z nich Antipatros Etesias se ujal vlády roku 279 př. n. l., ale byl brzy sesazen jistým Sósthenem, snad bývalým Lysimachovým generálem. Antipatros vládl jen 45 dní.

### Antigonovská říše
Teprve Démétriův syn, Antigonos II. Gonatás (276–239 př. n. l.), vypudil keltské Galaty, kteří vpadli na počátku 70. let 3. století do Řecka, a obnovil pořádek a prosperitu, čímž položil základy nové vládnoucí dynastie. Třebaže etapa velkých konfliktů skončila, vedl Antigonos prakticky po celou dobu své vlády nepřetržité boje s četnými nepřáteli: nejprve s Pyrrhem a později s Helény, usilujícími zbavit se s podporou Ptolemaiovců makedonské hegemonie. V Chrémonidově válce sice Antigonos zlomil odpor Athén a Sparty, avšak poradit si s nově vznikajícími federacemi městských států, jako byly aitólský či achajský spolek, bylo nad jeho síly. Teprve Antigonos III. Dósón (229–221 př. n. l.) mohl využít obtíží achajského spolku, ohrožovaného spartským králem Kleomenem III., k potvrzení vedoucí pozice Makedonie v Řecku vítězstvím v bitvě u Sellasie.

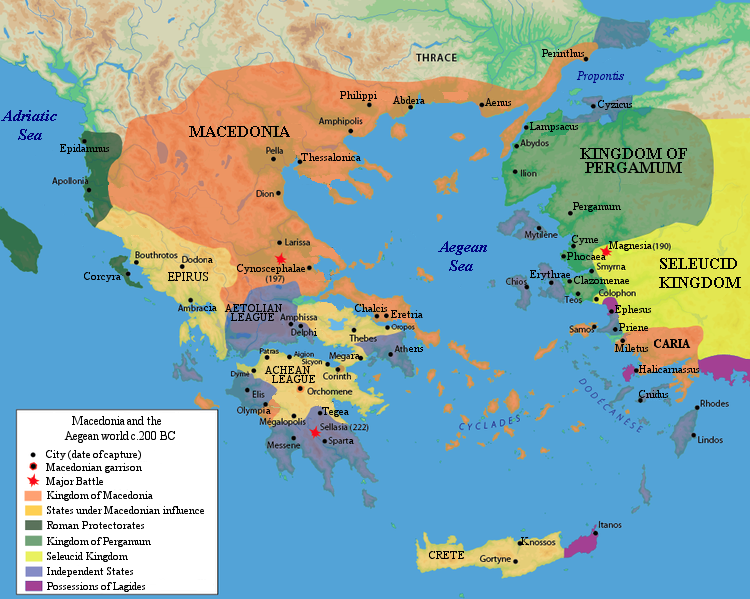
Antigonovská říše (oranžová) v roce 200 př. n. l.

Dósónův nástupce, Filip V. (221–179 př. n. l.), učinil i přes slibný počátek vlády osudovou chybu, neboť se v roce 215 př. n. l. spojil s kartaginským vojevůdcem Hannibalem Barkou proti Římanům. Během první římsko-makedonské války, jež trvala deset let nedosáhla ani jedna válčící strana přesvědčivého vítězství. Ovšem po porážce Hannibala se Římané toužící po pomstě obrátili proti Makedonii. V následné druhé římsko-makedonské válce pak římské legie vedené Titem Quinctiem Flamininem v roce 197 př. n. l. rozhodně porazili makedonskou falangu v bitvě u Kynoskefal. Makedonie si sice udržela svoji nezávislost, její hegemonní postavení v Řecku však bylo nenávratně ztraceno.

### Zánik
Filipův syn Perseus (179–168 př. n. l.) si získal podporu v Řecku, čemuž ale Římané přihlíželi jen s nelibostí. V roce 171 př. n. l. proto rozpoutali třetí římsko-makedonskou válku, v níž Lucius Aemilius Paullus zvítězil nad Perseem v bitvě u Pydny. Výsledkem bylo sesazení Antigonovců v roce 168 př. n. l. a konečný zánik makedonského království rozděleného Římany do čtyř republik. Jistý Andriskos, vydávající se za Perseova syna, se prohlásil v roce 149 př. n. l. králem, avšak již v následujícím roce byl Římany snadno poražen, což vedlo ke zřízení římské provincie Makedonie.

## Instituce
Politická a správní struktura makedonského království se skládala ze tří úrovní: na jejím vrcholu stál král spolu se šlechtou, dále byly distrikty (oblasti) a nakonec města a obce. Epigrafickému bádání vděčíme za nové poznatky, které nám umožnily lépe pochopit údaje o jednotlivých makedonských institucích získané z literárních děl Livia a Polybia. Makedonské královské instituce byly až nápadně podobné těm, jimiž disponovaly řecké spolkové státy – aitólský či achajský spolek.

### Král
Řecky basileús byl hlavou státní správy. V jeho královském paláci v hlavním městě Pella byly uschovávány státní listiny a dokumenty. Ve výkonu jeho činnosti mu byl nápomocen jednak královský sekretář (basilikós grammateús), což byl de facto první ministr, jednak královská rada. Král zaujímal postavení velitele vojska a nejvyššího kněze a rozhodoval o některých diplomatických záležitostech. Pouze on směl uzavírat mezinárodní smlouvy a až do vlády Filipa V. mu náleželo výhradní právo razit mince. Počet královských úředníků byl zanedbatelný, neboť králové zemi obvykle řídili převážně nepřímo, prostřednictvím místních správců, s kterými byli v nepřetržitém kontaktu.

#### Nástupnictví
Královská vláda v Makedonii byla dědičná, přičemž byl obecně respektován princip primogenitury. Svou úlohu však sehrával do určité míry i volební princip: když král umíral, ustanovil nejstaršího syna svým nástupcem (což ovšem nebylo pravidlem), který nejprve musel být schválen královskou radou a poté předveden před shromáždění, jež mu mělo přísahat věrnost a přijmout ho tím za krále.
V makedonské historii existuje řada příkladů, jež potvrzují, že nástupnictví nejstaršího syna nebylo zcela automatické, tím spíš, že mnoho makedonských králů zemřelo násilnou smrtí, aniž by přitom stihli určit svého následníka, případně zajistit, aby jejich rozhodnutí o nástupnictví bylo Makedonci respektováno. Tak se stalo třeba v případě Perdikka III., jenž padl v boji s Ilyry, Filipa II. zavražděného Pausaniem z Orestidy, Alexandra Velikého, který náhle a neočekávaně podlehl nemoci atd. Nástupnické krize se proto v makedonských dějinách objevovaly velmi často, obzvláště do 4. století př. n. l. do kdy mocné šlechtické rody z Horní Makedonie usilovaly o svržení argeovské dynastie a uchopení královského trůnu.

#### Finance
Formálně vystupoval král jako jediný správce makedonského státního pokladu, který byl společně s královskými příjmy (basiliká) majetkem všech Makedonců. Taktéž tribut placený v rámci smluv s poraženými kmeny patřil makedonskému lidu, nikoli pouze králi.
Z Livia a Polybia víme, že basiliká zahrnovala následující zdroje příjmu:
- Zlaté a stříbrné doly (například v hoře Pangaion), které byly ve výhradním držení krále, což mu umožnilo určovat stabilitu měny. To se změnilo teprve za krále Filipa V., který městům a distriktům povolil ražbu vlastních bronzových mincí.
- Lesy, jejichž dřevo bylo velmi ceněno řeckými městskými státy, které ho používaly ke stavbě lodí. V 5. století př. n. l. to byly především Athény, kdo sjednal s Makedonií řadu obchodních smluv o dovozu dřeva nezbytného k výstavbě a údržbě athénského válečného loďstva.
- Královská půda, jež se stala královským majetkem v průběhu výbojů. Král jí využíval buď přímo prostřednictvím otrocké práce válečných zajatců anebo nepřímo prostřednictvím pronájmu.
- Přístavní clo, uvalené na obchod a placené při vývozu i dovozu.

Nejobvyklejším způsobem získávání příjmů, a nejen u půdy, byl pronájem. Amyntás III. prý s pomocí Athéňana Kallistrata zdvojnásobil zisky z přístavních poplatků, čehož dosáhl tím, že každoročně propůjčoval vybírání cla soukromým osobám, které mu předložily nejvyšší nabídku. Obdobně nás Livius informuje o tom, že Filip V. pronajímal lesy a doly za pevně stanovený každoroční poplatek, a zdá se, že stejně bylo s těmito statky nakládáno i za vlády Argeovců. Z Makedonie se systém pronájmu zřejmě později rozšířil do ptolemaiovského Egypta.
S výjimkou královského majetku, byla půda v Makedonii osvobozena od daní: Makedonci tedy neplatili žádné pozemkové daně. Dokonce neexistovaly ani žádné mimořádné válečné daně, jaké vybírali Athéňané. Ba ani v období nadmíru zvýšených státních výdajů, jako třeba za Alexandra v roce 334 př. n. l. nebo Persea v roce 168 př. n. l., neuvaloval král na své poddané žádné daně. Místo toho získával finanční prostředky půjčkami, především od příslušníků královské družiny, anebo zvýšením ceny pronájmu. Král měl právo udělovat atelíe – osvobození od placení poplatků. Alexandr tak učinil například po bitvě u Gráníku, kdy makedonským rodinám, jež ztratily v boji svého člena, odpustil placení nájmu a obchodních poplatků.
Mimořádný příjem státní kasy pocházel z válečné kořisti, která byla rozdělována mezi krále a jeho muže. V dobách Filipa II. a Alexandra šlo v podstatě o nejdůležitější zdroj financí. Velká část zlatých a stříbrných předmětů ukořistěných v průběhu vojenských tažení v Evropě a v Asii byla roztavena a přeměněna na ingoty, které pak byly odeslány do mincoven v Pelle a v Amfipoli. Podle odhadů znalců bylo v amfipolské mincovně jen za vlády Alexandra Velikého vyraženo kolem 13 milionu stříbrných tetradrachem.

### Shromáždění
Všichni branně schopní a plnoprávní obyvatelé království se scházeli na shromáždění, které se konalo nejméně dvakrát do roka, na jaře a na podzim, tzn. na počátku a na konci té části roku, v níž mohla být podnikána válečná tažení.
Shromáždění (koiné ekklésia případně koinon makedonon) bylo svoláváno králem, přičemž hrálo klíčovou roli při aklamaci nového krále. Také rozhodovalo o trestu smrti a vysílání diplomatů do zahraničí. Král se na něm mohl radit (nikoli ale závazně) o zahraniční politice (vyhlášení války, uzavírání smluv) a o ustavování státních hodnostářů. Ve většině případů se shromáždění nezabývalo ničím jiným, než co mu předložila ke schválení královská rada. Konání shromáždění bylo zakázáno teprve Římany v době jejich reorganizace Makedonie po roce 168 př. n. l., čímž se mělo podle Livia zabránit demagogům v pobuřování proti vládnoucím (prořímským) autoritám.

### Královská rada (Synedrion)
Byla malá skupina lidí tvořená nejprominentnějšími Makedonci a vybraná králem, která mu pomáhala spravovat království. Jako taková tedy nepředstavovala reprezentativní orgán, ačkoli mohla být při určitých příležitostech doplněna o zástupce měst a členy městských rad.
Mezi příslušníky královské rady (synedroi) náleželi:
- Somatofylaxes (doslova „tělesní strážci“) – vznešení Makedonci, vybraní králem a poctění jeho ochranou. Ve skutečnosti však působili jako jeho nejbližší rádci. Nejednalo se proto o skutečnou královu ochranku, nýbrž spíše o vysoce prestižní titul. Za Alexandra jich bylo celkem sedm.
- Přátelé (filoi) obvykle známější jako králova družina (basilikoi hetairoi), což byli příslušníci makedonské aristokracie doprovázející krále.
- Nejdůležitější složkou byli vojenští velitelé (hégémones ton taxéon), jmenovaní králem.

Ve skutečnosti měl král menší vliv na výběr členů synedria, než by se na první pohled mohlo zdát, neboť mnoho nejvýznamnějších makedonských šlechticů právo na členství v královské radě jednoduše zdědilo po svých předcích.
Královská rada připravovala a předkládala zákony a rozhodnutí, o nichž diskutovalo a hlasovalo shromáždění. Do její kompetence náleželo navrhování ustanovení krále nebo regenta, stejně jako některých vysokých úředníků a vyhlášení války. Současně byla první a poslední instancí u těch zločinů, v nichž nemohl být uplatněn trest smrti. Scházela se velmi často a tvořila hlavní výkonný orgán království. Jakékoli důležité královo rozhodnutí bylo nejprve podrobeno projednání v synedriu, při němž se uplatňovaly demokratické principy isegoria (rovnost hlasů) a parrhesia (volnost projevu), které se vztahovaly jak na krále, tak i na ostatní členy. Po sesazení antigonovské dynastie Římany v roce 168 př. n. l. bylo fungování synedria na rozdíl od shromáždění zřejmě nadále zachováno a sloužilo tak jako jediný společný orgán Makedonie, rozdělené tehdy do čtyř republik.

### Distrikty (merides)
Zásluha na vytvoření těchto územních administrativních celků mezi ústřední vládou a městy je připisována Filipovi II., který chtěl touto reformou patrně přizpůsobit stávající královské instituce územnímu růstu Makedonie v době jeho panování. Důvodem jejich zrodu byly přílišné technické obtíže při shromažďování všech Makedonců na jednom všeobecném sněmu. Reakcí na tento problém byl tudíž vznik čtyř regionálních distriktů, opatřených vlastním místním shromážděním. Toto územní rozdělení nevycházelo z dřívějšího historického rozdělení, místo toho se jednalo o čistě umělé správní členění. Nicméně je třeba dodat, že existence těchto distriktů není před počátkem 2. století př. n. l. zcela bezpečně prokázána.